# アウトバーン 33
アウトバーン 33（ドイツ語: Bundesautobahn 33, BAB 33 または A 33）はドイツの高速道路、アウトバーンの一路線である。
北のオスナブリュック付近から南のバート・ヴュネンベルクまで88 kmの路線を持つ都市道路である。2018年現在路線が未完全である。最終的な長さは112 kmになると計画されている。